# Caproni Ca.313
Il Caproni Ca.313 fu un aereo militare bimotore e monoplano ad ala bassa sviluppato dall'azienda aeronautica italiana Caproni nei tardi anni trenta del XX secolo. Variante derivata dall'originale Caproni Ca.310 Libeccio, venne impiegato principalmente nel ruolo di ricognitore ma anche come bombardiere leggero dalla Regia Aeronautica durante la seconda guerra mondiale. Venne inoltre adottato dai reparti della Luftwaffe, della Svenska Flygvapnet, l'aeronautica svedese, e in numero minore da Francia e Stato Indipendente di Croazia.
L'utilizzo di nuovi propulsori più potenti, senza introdurre significative modifiche alla cellula del velivolo, era un tentativo di migliorare le scarse prestazioni che avevano afflitto dall'inizio il Ca.310 ed il suo derivato da ricognizione Ca.311, motorizzati con i radiali Piaggio P.VII. Dopo la variante "di transizione" Ca.312 con i più potenti motori Piaggio P.XVI da 650 CV, essendo la produzione dei motori Fiat A.74 RC.38 da 840 CV scarsamente disponibile per i ricognitori, in quanto già destinata ai principali caccia italiani del momento, si optò per i propulsori Isotta Fraschini. I vantaggi aerodinamici di questo motore a cilindri in linea e raffreddato ad aria, non compensarono i difetti congeniti del progetto originale, e sebbene la velocità massima orizzontale aumentasse in maniera considerevole (436 km/h contro i 307 km/h del Ca.311), questa restava ancora insufficiente, come insufficienti erano le prestazioni generali dell'apparecchio.

## Storia del progetto

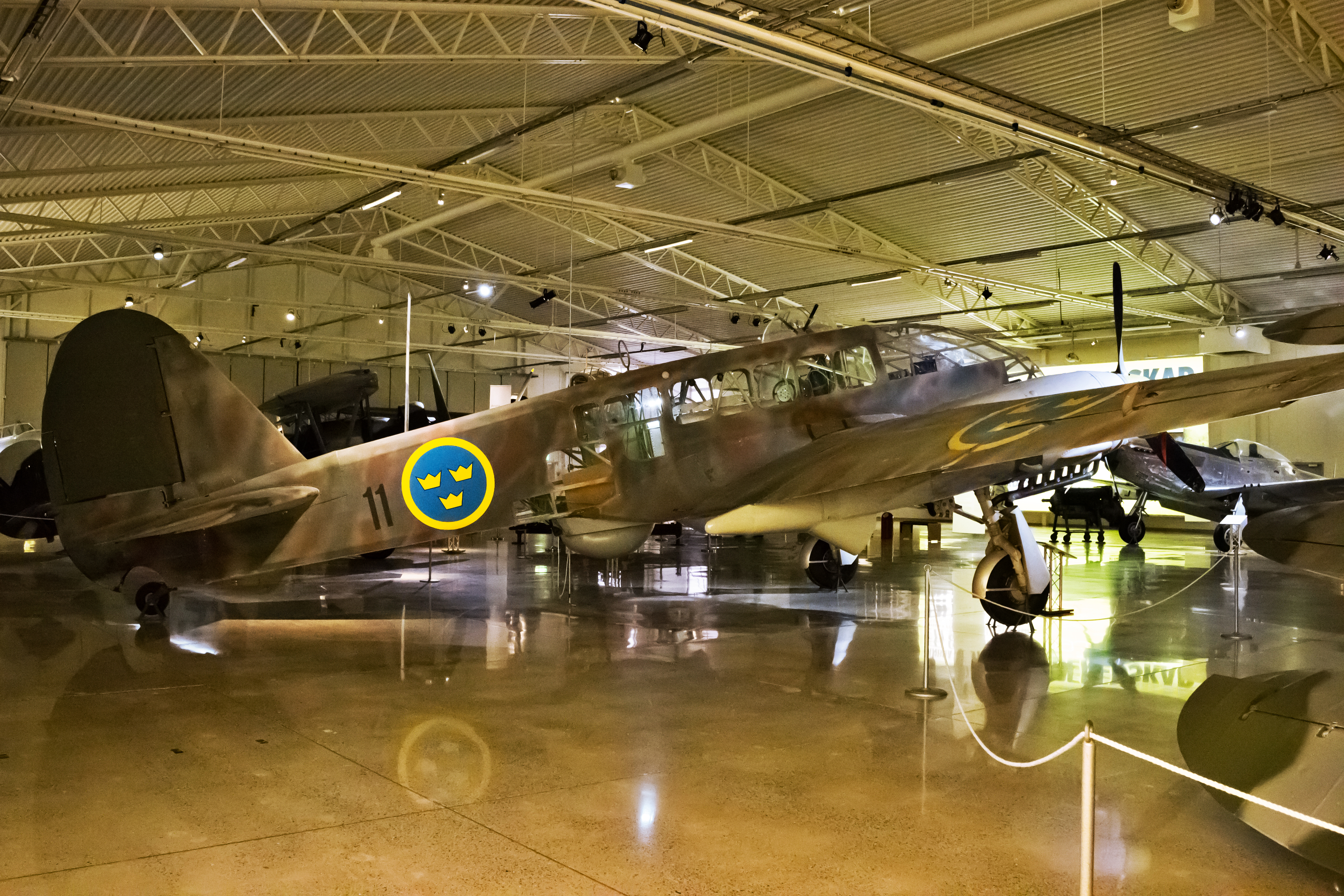
Replica di un Caproni Ca.313S esposta presso il Flygvapenmuseum di Linköping (Svezia).

Il Caproni Ca.313 fu progettato dall'ingegnere Cesare Pallavicino, della Caproni Aeronautica Bergamasca, derivandolo direttamente dal precedente modello Ca.311 di cui costituiva una variante dotata dei più potenti motori Isotta Fraschini Delta R.C.35 I-DS a cilindri in linea, che sostituivano i radiali Piaggio P.VII C.35.
Il primo prototipo (MM.403), ricavato da una cellula di Ca.310 Libeccio ed equipaggiato con i propulsori Isotta Fraschini Asso 120 IR.CC 40, volò per la prima volta il 22 dicembre 1939. Già il 12 dello stesso mese il governo inglese aveva emesso una lettera d'intenti relativa ad un ordine per 200 esemplari che, data la situazione internazionale, fu mantenuto segreto. L'8 marzo 1940 il governo tedesco diede il suo benestare all'esportazione dei velivoli, classificati come aerei da addestramento, ma il 6 aprile dello stesso anno tutte le forniture di materiale bellico destinate alla Gran Bretagna furono ufficialmente sospese. Le trattative, tuttavia, continuarono segretamente tra il Conte Gianni Caproni e il presidente della missione commerciale inglese Lord Harwick, tramite un emissario giunto in Italia, lo Squadron Leader N.R. Buckle, e il 15 maggio fu firmato un accordo che prevedeva che gli aerei arrivassero in Gran Bretagna tramite la Societad Aeroportughesa, ma l'entrata in guerra dell'Italia, avvenuta il 10 giugno, pose fine ad ogni ulteriore sviluppo della trattativa.  Anche la Francia aveva ordinato nell'estate del 1939, tramite l'incaricato d'affari M. De Peycareve, una fornitura di 200 esemplari di Ca.313F equipaggiati con propulsori Isotta Fraschini Delta da 730 cavalli, classificati come aerei scuola. Solo 5 velivoli vennero consegnati all'Armée de l'air entro il 16 maggio, poco prima dello scoppio delle ostilità tra Francia e Italia, e numerosi aerei della commessa rimasero in fabbrica, a Taliedo, in vari stadi di costruzione, ed essi furono oggetto di un attacco portato da alcuni bombardieri Vickers Wellington decollati dall'aeroporto di Salon-de-Provence la notte del 17 giugno.

## Descrizione tecnica

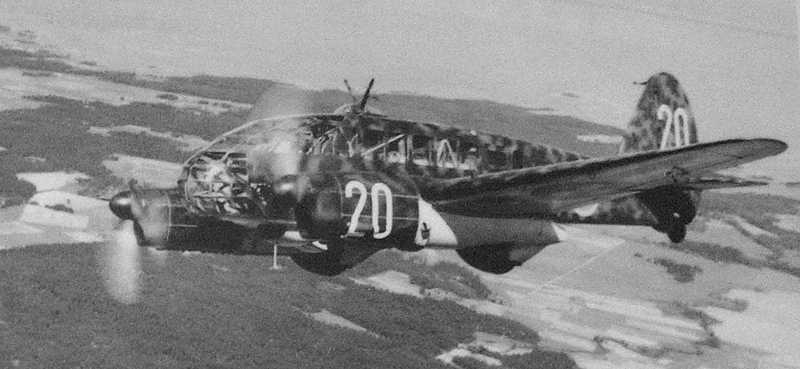
Un Caproni Ca.313 in volo nel 1945.

Il Caproni Ca.313 era monoplano bimotore, triposto, ad ala bassa a sbalzo. L'ala, con profilo semispesso, aveva struttura bilongherone lignea e rivestimento in compensato telato e trattato con emaillite. Gli alettoni e gli ipersostentatori ventrali erano in legno con armatura metallica e ricoperti in tela. L'ala era unita alla fusoliera per mezzo di attacchi a spinotto fissati ai longheroni, che portavano anche gli attacchi dei semicarrelli. La fusoliera era divisa in due, una parte centroanteriore e una centroposteriore unite tra loro da attacchi a spinotto. La parte anteriore era costruita in profilati di lamiera d'acciaio nella zona vetrata, e in lega leggera per il rimanente. Il resto era realizzato in tubi d'acciaio al cromo-molibdeno saldati all'autogeno, e al traliccio costituente la fusoliera era fissata una sovrastruttura di listelli e sostegni rivestiti in tela impermeabilizzata con l'emaillite.
L'impennaggio di coda era di costruzione lignea con armatura metallica, con i piani a sbalzo, rivestito in compensato telato tranne per i piani mobili rivestiti interamente in tela.
Il carrello d'atterraggio era triciclo posteriore, con le gambe principali parzialmente retrattili nelle gondole motore per rotazione verso il retro. Il ruotino di coda era sterzabile. La cabina di pilotaggio vedeva il pilota posizionato a sinistra, mentre sul sedile destro poteva trovare posto l'eventuale secondo pilota, oppure l'osservatore/mitragliere durante il riposo, quando non si trovava nel vano anteriore a lui destinato. L'armiere/radiotelegrafista aveva una propria postazione all'interno della cabina di pilotaggio, e durante il combattimento azionava o la mitragliatrice posta nella torretta Caproni Lanciani "Delta" E o quella in posizione ventrale.
La propulsione era affidata a due motori in linea Isotta Fraschini Delta RC 35 IDS II Serie,  a 12 cilindri a V rovesciata, raffreddati ad aria, eroganti la potenza di 730 hp a 2 600 giri/minuto. Le eliche erano tripala metalliche a passo variabile in volo. Due serbatoi di carburante, ognuno contenente 520 litri, erano sistemati all'interno delle semiali, mentre nella stiva bombe potevano essere installati uno o due serbatoi supplementari per un totale di 270 litri.
L'armamento si basava su una mitragliatrice Scotti-Isotta Fraschini calibro 12,7 mm posizionata alla radice della semiala sinistra, dotata di 320 colpi, una Scotti-Isotta Fraschini calibro 12,7 mm posizionata in una torretta dorsale Caproni-Lanciani "Delta" E, dotata di 350 colpi, e di una Scotti-Isotta Fraschini calibro 7,7 mm posta in postazione ventrale, dotata di 500 colpi. La capacità della stiva interna era pari a un carico di bombe o spezzoni incendiari fino a 400 kg, suddivisi in 4 bombe da 100 kg, oppure 8 da 50 o 32 da 12 kg. Nella parte anteriore della fusoliera poteva essere installata una macchina aerofotografica O.M.I. dei tipi A.G.R.90, A.G.R.61 o A.P.R.3.

## Impiego operativo

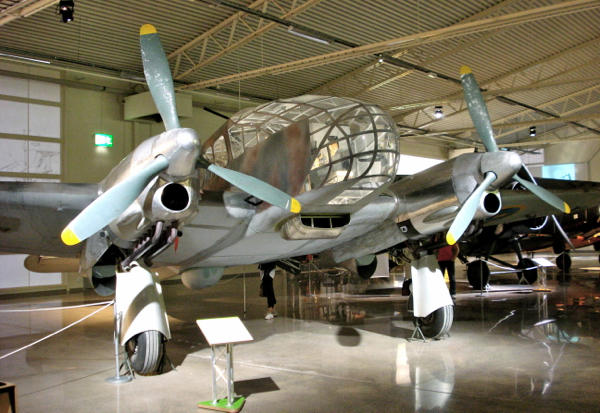
Vista anteriore di un Caproni Ca.313S.

Il prototipo MM.403 eseguì i collaudi militari presso il Centro Sperimentale di Guidonia nelle mani del collaudatore Aldo Quarantotti, facendo registrare una velocità massima di 436 km/h a 4 500 m. In seguito ai positivi test, il Ministero dell'Aeronautica emise un primo ordine di produzione relativo a 235 velivoli (8 maggio 1940), cui ne seguì un secondo per 50 esemplari (30 agosto), e un terzo per ulteriori 60 (4 novembre), che portò il totale a 345. La Caproni realizzò due ulteriori versioni, designate Ca.313 RPB2 con abitacolo di pilotaggio a gradino e Ca.313 RA (Ricognizione Armata) con alcuni organi irrobustiti, e il Ministero dell'Aeronautica modificò gli ordini di produzione in: 13 Ca.313 R.P.B.1, 120 Ca.313 R.P.B.2 e 210 Ca.313 RA.
La produzione per la Regia Aeronautica iniziò nel marzo 1941, e i primi reparti, 59º e 60º Gruppo del 41º Stormo Bombardamento Terrestre e 46º e 47º Gruppo del 15º Stormo Assalto,  iniziarono l'addestramento sul Ca.313 R.P.B.2 nel luglio dello stesso anno sull'Aeroporto di Ferrara-San Luca. Si trattava dei due stormi assegnati alla neocostituita Brigata "Leone", cui fu chiesto dal Ministero di definire l'impiego operativo del modello. Le prove terminarono nel dicembre 1941, e fecero registrare numerosi incidenti di volo a causa delle doppie piantate dei propulsori e dei malfunzionamenti delle eliche a passo variabile in volo dovuti a difetti all'impianto elettrico. I difetti all'alimentazione furono eliminati grazie all'intervento diretto del generale di brigata aerea Attilio Biseo, ed il velivolo fu utilizzato anche per il volo notturno, ma i piloti dei due stormi decretarono che il modello era adatto all'impiego per compiti ausiliari, e non per quello bellico. Emersero inoltre difetti agli attacchi dei motori Isotta Fraschini, montati a sbalzo sull'ala, che si rivelarono di non robusta costruzione. Con il ripetersi degli incidenti, il 1 luglio 1941 vi fu a Vicenza un incontro tra i generali Porro, Biseo, Aldo Boggio-Gilot, Enrico Bonessa e l'ingegnere Gianni Caproni assistito da numerosi tecnici delle ditte che avevano partecipato all'allestimento dei velivoli. Gli incidenti continuarono, spesso con esiti catastrofici, ma l'assegnazione a nuovi reparti non si fermò, con un Ca.313 trasferito il 22 settembre presso il 2º Nucleo Addestramento Aerosiluranti sull'aeroporto di Napoli-Capodichino e uno assegnato il 1 novembre al Nucleo Addestramento Intercettori di Treviso.
Nel maggio 1942 iniziò il riequipaggiamento dei due gruppi, 11° (XI Gruppo) e 43°, del 13º Stormo Combattimento appena rientrato dall'Africa settentrionale, che ne ricevette 14 esemplari  utilizzati per un breve periodo per la scorta ai convogli, e poi passò al successivo Ca.314. Nel mese di agosto anche il 32º Gruppo, del 10º Stormo Bombardamento Terrestre ricevette alcuni esemplari impiegati in Sicilia per la scorta ai convogli navali.

### I reparti da Osservazione Aerea

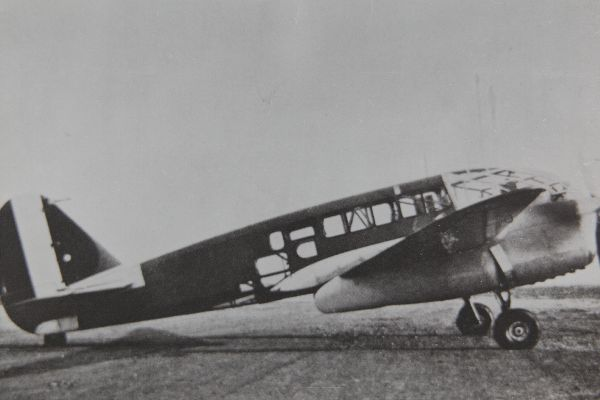
Un esemplare di Caproni Ca.313.

A partire dal giugno 1942 la 123ª Squadriglia del 73º Gruppo Osservazione Aerea ricevette i primi Ca.313 sull'Aeroporto di Venaria Reale, cui seguì nel mese successivo la 127ª Squadriglia, il 76º Gruppo Osservazione Aerea (30ª Squadriglia e 115ª Squadriglia). A partire dall'inizio del 1943 il modello entrò in servizio nella 118ª Squadriglia del 69º Gruppo O.A., nel 65º Gruppo O.A. (124ª e 131ª Squadriglia), nel 66º Gruppo O.A. (40ª Squadriglia e 87ª Squadriglia),  nella 119ª Squadriglia del LXI Gruppo o 61º Gruppo O.A. oltre a numerosi altri reparti per un totale di 10 Gruppi.
L'esordio bellico avvenne con il 64º Gruppo Osservazione Aerea  (122ª Squadriglia e 136ª Squadriglia) che ricevette i primi Ca.313 sull'aeroporto di Milano-Bresso, partendo nel settembre successivo per il fronte nordafricano. Il rischieramento delle due squadriglie del gruppo sull'aeroporto libico di Castelbenito (Aeroporto di Tripoli) fu completato il 13 novembre, e la settimana successiva il gruppo si trasferì sul campo d'aviazione di Zuara. La situazione per le forze italiane in Africa settentrionale era oramai senza speranza, e il gruppo fu fatto rientrare in Italia alla metà del gennaio 1943.

### Dopo l'armistizio dell'8 settembre 1943
Alla data dell'armistizio dell'8 settembre 1943 i reparti della Regia Aeronautica allineavano 53 Ca.313 oltre a quelli presenti presso la Scuola Osservazione Aerea di Cerveteri (Aeroporto di Furbara), e presso il 14º Gruppo C (Complementare) (XIV Gruppo) di stanza sull'Aeroporto di Reggio Emilia, e il 9º Gruppo Caccia basato sull'aeroporto di Ghedi. Di questi solo uno, appartenente alla 103ª Squadriglia di base all'Aeroporto di Zara-Zemonico, rimase in forza all'Italian Co-Belligerent Air Force. Il velivolo, sempre in forza alla 103ª Squadriglia assegnata ora al 2º Gruppo Trasporti (2º Gruppo volo) di stanza sull'aeroporto di Lecce-Galatina, rimase in servizio almeno fino al maggio 1945, data della cessazione delle ostilità, che lo colse sull'aeroporto di Roma-Centocelle. L'Aeronautica Nazionale Repubblicana immise in servizio un solo Ca.313, assegnato al R.A.C., di cui non è nota la sorte finale.
Dopo la fine della seconda guerra mondiale la Caproni offrì alla neocostituita Aeronautica Militare Italiana l'acquisto di 20 Ca.313G del lotto in costruzione per la Luftwaffe, che non erano stati completati, per l'addestramento al pilotaggio senza visibilità. Il comandante Tullio De Prato ne trasferì uno, designato Ca.313AVS (MM.11958), da Taliedo presso l'Unità Aerea di base sull'aeroporto di Bari-Palese nel gennaio 1946. Provato in volo con esiti ampiamente positivi alla presenza del generale Giuseppe Gaeta e del colonnello Duilio Fanali, nel gennaio 1949 le autorità militari decisero di non procedere ad alcun acquisto.

### L'impiego nella Flygvapnet

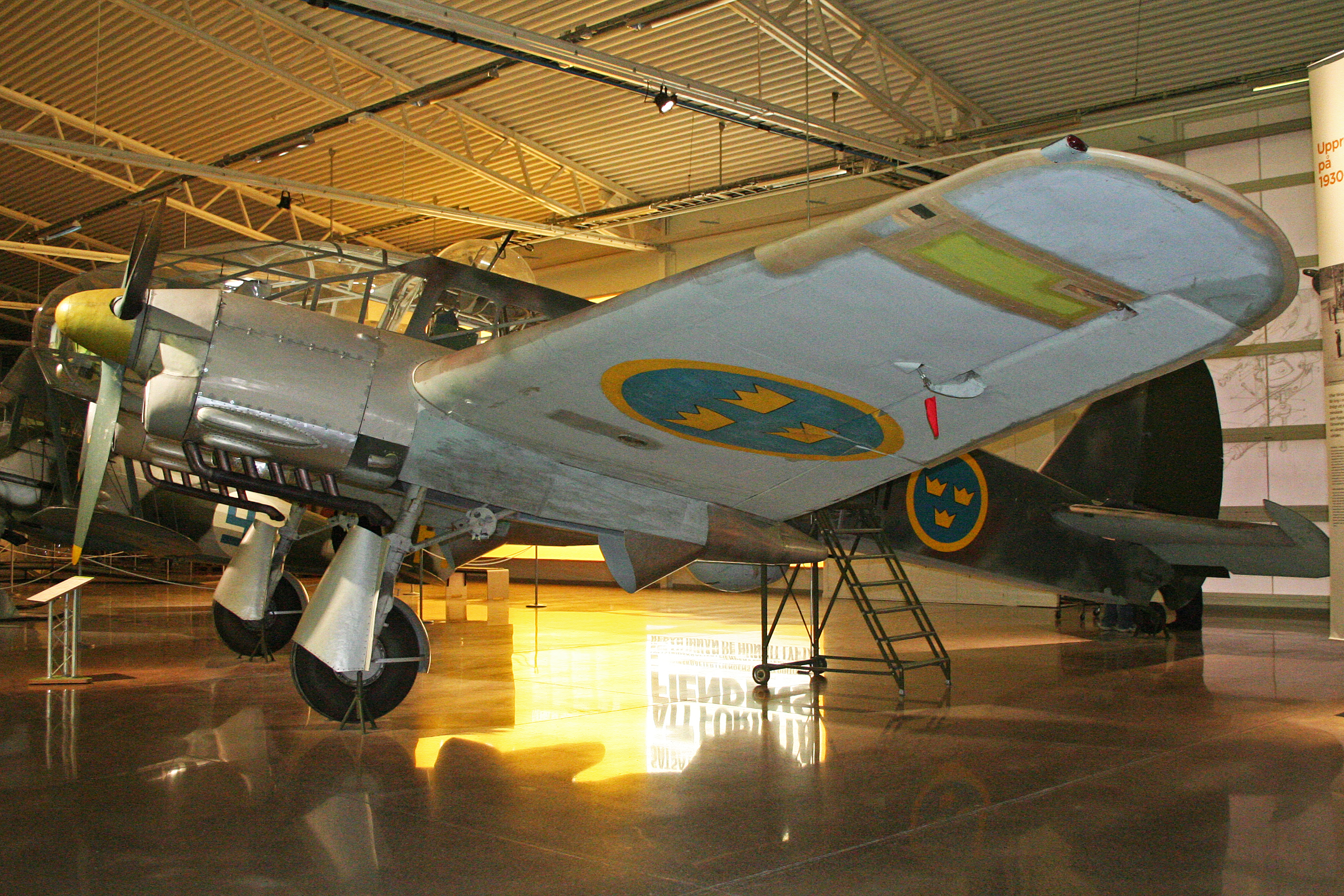
Vista laterale di un Caproni Ca.313S con le insegne della Flottily F11 di Nyköping.

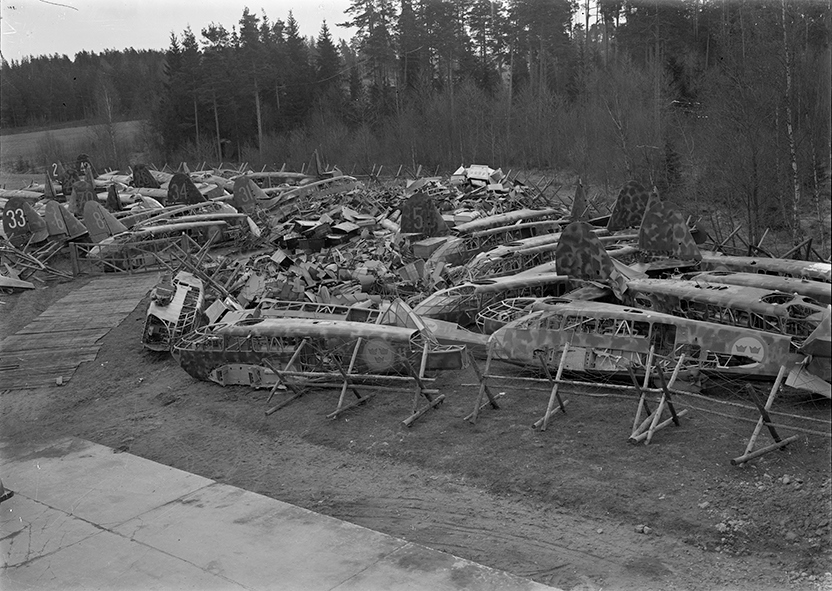
Esemplari di Caproni Ca.313S già smontati in attesa della definitiva demolizione.

Con il precipitare della situazione internazionale, e nel tentativo di potenziare ed ammodernare le proprie forze armate, il 20 agosto 1940 il governo svedese ordinò 54 esemplari di Ca.313, cui seguirono due ulteriori ordini rispettivamente per 16 e 14 velivoli, che portarono il totale a 84 aerei. Il valore della commessa era pari a 39.905.000 corone svedesi. Gli aerei, designati Ca.313 RPB-S, furono prelevati tra quelli incompleti della commessa francese che giacevano in fabbrica. Le consegne iniziarono nel novembre dello stesso anno, e portarono alla perdita di alcuni esemplari durante i voli di trasferimento, mentre altri aerei compirono atterraggi di emergenza presso l'aeroporto di Bulöfta. Arrivati in Svezia gli aerei assumevano una designazione particolare in base al loro impiego, trenta aerei ricevettero la designazione di B16A in quanto destinati alla specialità bombardamento presso la Flottily F7 di Såtenäs, e 38 quella di S16A e S16B in quanto destinati alla ricognizione presso le Flottily F3 di Malmslätt e F11 di Nyköping. Ulteriori 14 esemplari furono denominati T16A ed assegnati all'aerosiluramento in forza alla Flottily F17 ripartita tra i campi d'aviazione di Ronneby e Kallinge, ma vennero impiegati esclusivamente per attività di ricognizione marittima. Due velivoli S16B furono convertiti in aerei da trasporto militare con la designazione di Tp16A.
Durante l'impiego iniziale si verificò un alto tasso di incidenti, dovuti in gran parte a guasti ai propulsori e all'impianto elettrico, ed anche di incendio dovuti al problema dei tubi di scarico posizionati troppo vicino ai condotti del carburante. Nel corso del 1941 l'ingegnere Pallavicino si trasferì in Svezia per aiutare i tecnici locali a risolvere i problemi emersi. In sede di revisione vennero introdotte modifiche che comportarono l'allungamento dei condotti di scarico, la revisione dei condotti del carburante, l'installazione di paratie parafiamma sul bordo d'entrata tra i propulsori e la fusoliera, e l'introduzione di prese d'aria anteriori per migliorare la circolazione dell'aria. Durante il corso del secondo conflitto mondiale i Ca.313S da ricognizione eseguirono missioni in un'area compresa tra il Circolo Polare Artico, il Mare Baltico e lo stretto dello Skagerrak, che comportarono la perdita di due aerei, entrambi abbattuti da caccia tedeschi. Il primo S16 fu perso il 14 maggio 1944, abbattuto da un Messerschmitt Bf 109G ad est dell'isola di Götland, mentre il secondo andò perduto, insieme a tutto l'equipaggio, il 24 dello stesso mese. Questi fatti comportarono l'adozione di alcune contromisure, gli aerei eseguirono missioni in coppia ed adottarono insegne di nazionalità sulla superficie superiore dell'ala. Tutti i velivoli superstiti vennero radiati nell'agosto 1945, anche se alcuni furono impiegati per l'addestramento dei piloti destinati ai caccia Saab J-21 per un certo periodo.

### L'impiego nella Luftwaffe
Nel corso del 1942 il Reichsluftfahrtministerium tedesco richiese una fornitura di Ca.313 bis, dotati di motori Isotta Fraschini Delta RC 40-III Serie da 770 CV a 4 000 m, da adibire all'addestramento dei piloti destinati ai reparti da bombardamento. Il primo esemplare, denominato Ca.313G, fu trasferito presso il Centro sperimentale della Luftwaffe di Rechlin nel giugno dello stesso anno. I collaudi diedero esito parzialmente positivo, ma fu richiesta l'adozione di piccole superfici sulla parte anteriore e di fianco alla fusoliera, poste poco al di sopra del bordo d'entrata dell'ala. Denominate "alette Longo" dal nome dell'omonimo ingegnere, esse normalizzavano il flusso nella critica zona di raccordo tra l'ala e la fusoliera, migliorando le qualità aerodinamiche che andavano ad influire sullo stallo, aumentando notevolmente le prestazioni dell'aereo da impiegarsi come addestratore. Nell'agosto 1942 fu emesso un ordine per la produzione di 905 esemplari, di cui i primi due vennero consegnati nel corso dell'anno, cui seguirono ulteriori tre esemplari nel corso del 1943. 
Fino all'Armistizio di Cassibile vennero consegnati 114 esemplari.
Nel novembre dello stesso anno la commessa fu ridotta a 730 aerei, di cui ulteriori 164 furono consegnati alla Luftwaffe e 13 alla Kroatische Luftwaffen Legion nel corso del 1944. Degli esemplari tedeschi 96 furono consegnati in volo, mentre gli altri, parzialmente incompleti nella strumentazione di bordo, vennero smontati e trasferiti in Germania via ferrovia a causa della mancanza di piloti e di carburante. Nel gennaio 1945 le autorità di occupazione ordinarono la distruzione di tutti gli esemplari presenti in fabbrica in vari stadi di costruzione (circa 182). Ulteriori 30 esemplari italiani furono catturati in Albania sui campi d'aviazione di Scutari e Valona all'atto dell'armistizio dell'8 settembre 1943, ed entrarono successivamente in servizio nella Luftwaffe assegnati al Transportgeschwader 4 (TG 4).

## Utilizzatori
Croazia
- Kroatische Luftwaffen Legion

 Francia
- Armée de l'air

 Germania
- Luftwaffe

 Italia
- Regia Aeronautica

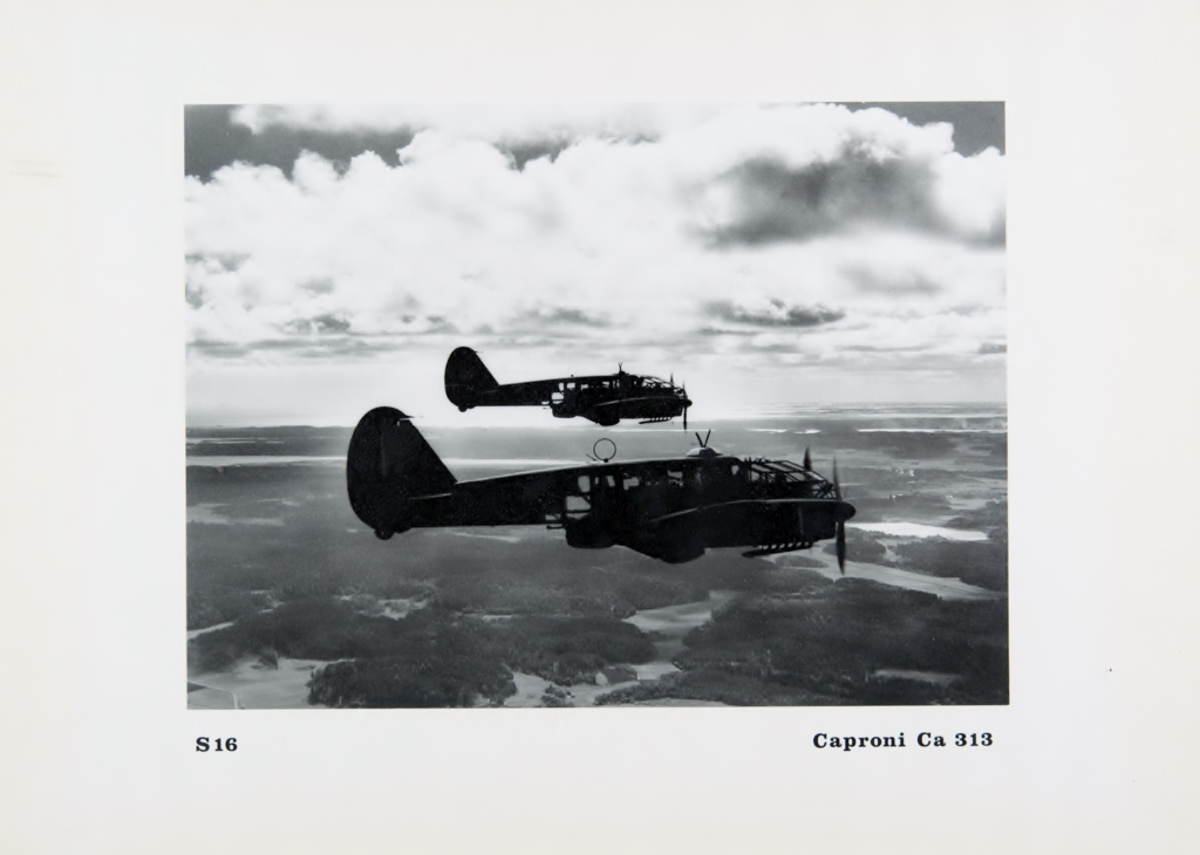
Due esemplari di S-16 da ricognizione in volo.

  - 41º Stormo Bombardamento Terrestre

 Svezia
- Svenska Flygvapnet: In tutto ricevette 85 esemplari,[1] che operarono in diversi ruoli secondo la seguente classificazione.
  - B 16: bombardiere
  - S 16: ricognitore
  - T 16: aerosilurante
  - Tp 16S: aereo da trasporto

## Varianti e sviluppi
- Ca.313 R.P.B.1 (Ricognizione Piccolo Bombardamento): la prima serie, con un affusolato muso vetrato.
- Ca.313 R.P.B.2: la seconda serie, con il muso a gradino.
- Ca.313 R.A. (Ricognizione Armata): con organi, come il carrello d'atterraggio, i castelli motore, ecc, irrobustiti, e peso massimo al decollo aumentato di 500 kg. Nel maggio 1942 fu ridesignata Ca.314[N 23]
- Ca.313F: versione specifica per l'Armée de l'air ordinata in 200 esemplari, di cui solo cinque consegnati.
- Ca.313G: versione specifica per la Luftwaffe, caratterizzata da un muso a gradino e dall'adozione delle alette "Longo", ordinata in 905 esemplari e destinata all'addestramento al pilotaggio dei plurimotori da bombardamento. Senza seguito rimase la prevista adozione di motori tedeschi Junkers Jumo 211D da 690 CV o BMW-Bramo 323 da 1.200 CV, e l'utilizzo di speciali pattini da neve.[28]

## Velivoli attualmente esistenti
Nessun esemplare del Ca.313 è sopravvissuto integro fino ad oggi, tuttavia presso il Flygvapenmuseum, il museo dell'aeronautica svedese, di Linköping è esposta una replica del velivolo, ricostruita a partire da elementi originali. Tale replica era stata costruita per essere utilizzata nella serie TV "Tre Kärlekar" diretta dal regista Lars Molin (SVT, 1989), e in seguito consegnata al museo di Linköping.

### Annotazioni
1. ↑  Eroganti circa 200 CV in più rispetto a quelli montati sui Ca.310 e Ca.311.
2. ↑  Si trattava di un ordine per 200 Caproni Ca.310 Libeccio, 300 Caproni Ca.313, 300 caccia Reggiane Re.2000, motori marini Isotta-Fraschini, armi ed equipaggiamenti, per un valore complessivo di 5 miliardi di lire dell'epoca.
3. ↑  Buckle giunse in Italia in abiti borghesi e con la qualifica di ingegnere scritta sul passaporto.
4. ↑  Che agiva come intermediario direttamente per conto della Caproni.
5. ↑  L'ordine prevedeva una fornitura di 200 Caproni Ca.313 R.P.B.1, 500 motori Isotta Fraschini Delta e 300 aerei da addestramento Nardi.
6. ↑  Una lacca a base di cellulosa
7. ↑  I pannelli trasparenti erano in rodovetro e vetro.
8. ↑  Lo schienale del sedile a lui destinato poggiava sul cruscotto della cabina principale.
9. ↑  Tra la fusoliera e le gondole motori.
10. ↑  Due ulteriori ordini per un totale di 100 esemplari destinati al bombardamento furono annullati.
11. ↑  Di cui uno per impieghi sperimentali.
12. ↑  Dovute a un difetto di alimentazione che impediva al carburante di pervenire ai motori.
13. ↑  Vittima di tale piantata fu anche il comandante del 41º Stormo, colonnello Ugo Rampelli, che durante un volo con il capitano Aramis Ammannato rimase vittima del malfunzionamento, e riuscì a riportare a terra l'aereo solo in quanto si trovava in volo sul cielo dell'aeroporto.
14. ↑  Il 13º Stormo era rientrato in Italia nell'aprile 1942, stabilendosi sull'aeroporto di Reggio Emilia per essere riequipaggiato.
15. ↑  L'11º Gruppo li utilizzò dall'aeroporto di Manduria a partire dal mese di agosto 1942 per la scorta ai convogli, trasferendoli quindi al 43° quando fu ricostituito come gruppo caccia intercettori.
16. ↑  Si trattava: 61º, 63º, 64º, 65º, 66º, 68º, 69º, 72º, 73º e 76º Gruppo Osservazione aerea.
17. ↑  Effettuati da equipaggi svedesi con gli aerei recanti immatricolazione civile.
18. ↑  Tale unità aeronautica era paragonabile allo Stormo italiano.
19. ↑  Le revisioni furono effettuate in due officine specializzate, la CVV di Vasteräs e la CVM di Malmslätt.
20. ↑  Il relitto dell'aereo, insieme ai resti dello sfortunato equipaggio, venne recuperato da un peschereccio danese nel corso del 1951.
21. ↑  Modello analogo al Ca.313 RPB2 della Regia Aeronautica.
22. ↑  Insieme a un esemplare di Caproni Ca.331.
23. ↑  I primi prototipi di questo ulteriore sviluppo della serie, vennero ricavati da 3 esemplari di Ca.313 R.P.B.2.

### Fonti
1. 1 2 3 4 5  Apostolo 2007, p. 32.
2. 1 2 3 4 5 6 7 8 9 10 11 12 13 14 15 16  Perrone 1983, p. 35.
3. 1 2 3 4 5  Apostolo 2007, p. 23.
4. 1 2 3  Apostolo 2007, p. 24.
5. 1 2 3 4 5 6 7 8 9  Brotzu, Caso, Cosolo 1973, p. 65.
6. 1 2 3 4 5  Brotzu, Caso, Cosolo 1973, p. 63.
7. 1 2 3 4 5 6 7  Perrone 1983, p. 36.
8. 1 2 3 4 5 6  Perrone 1983, p. 37.
9. ↑  Apostolo 2007, p. 33.
10. 1 2  Apostolo 2007, p. 34.
11. ↑  Apostolo 2007, p. 35.
12. ↑  Apostolo 2007, p. 36.
13. 1 2 3 4  Brotzu, Caso, Cosolo 1973, p. 66.
14. ↑  Apostolo 2007, p. 37.
15. 1 2 3 4 5 6 7  Apostolo 2007, p. 39.
16. ↑  Brotzu, Caso, Cosolo 1973, p. 67.
17. 1 2 3 4 5 6 7  Brotzu, Caso, Cosolo 1973, p. 68.
18. 1 2 3  Brotzu, Caso, Cosolo 1973, p. 69.
19. ↑  Brotzu, Caso, Cosolo 1973, p. 70.
20. 1 2 3 4  Brotzu, Caso, Cosolo 1973, p. 71.
21. ↑  Brotzu, Caso, Cosolo 1973, p. 72.
22. 1 2 3 4  Apostolo 2007, p. 46.
23. 1 2 3 4 5 6 7 8  Apostolo 2007, p. 25.
24. 1 2 3 4 5  Apostolo 2007, p. 26.
25. 1 2 3 4  Apostolo 2007, p. 30.
26. 1 2 3 4 5  Apostolo 2007, p. 40.
27. ↑  Apostolo 2007, p. 41.
28. ↑  Apostolo 2007, p. 42.

### Pubblicazioni
- Mario Perrone, Il Caproni Ca.313 RPB2, in Supplemento alla Rivista Aeronautica, n. 17, Roma, Aeronautica Militare, marzo-aprile 1983,  pp. 30-43.